# Rybářská stráž
Rybářská stráž je fyzická osoba, která v Česku dohlíží na dodržování zákona č. 99/2004 Sb. (zejména § 14-18) a bližších podmínek výkonu rybářského práva. Osoba má služební odznak a průkaz rybářské stráže, ve kterém je zaznamenán obvod její působnosti. Při výkonu činnosti má status úřední osoby.

## Ustanovení rybářské stráže
Rybářskou stráž ustanovuje, odvolává a zrušuje a rozsah její působnosti na návrh uživatele rybářského revíru či jiného oprávněného subjektu stanovuje obecní úřad obce s rozšířenou působností, příslušný podle místa trvalého bydliště navrhované osoby.
Rybářskou stráží může být ustanovena fyzická osoba, která je starší 21 let, nebyla pravomocně odsouzena pro úmyslný trestný čin, je zdravotně způsobilá, prokázala znalost práv a povinností rybářské stráže podle příslušného zákona a znalost souvisejících právních předpisů. Složila před ustanovujícím úřadem slib tohoto znění: "Slibuji, že jako rybářská stráž budu s největší pečlivostí a svědomitostí plnit povinnosti při kontrole dodržování rybářského zákona a prováděcích právních předpisů k rybářskému zákonu, že budu při výkonu této činnosti dodržovat právní předpisy a nepřekročím oprávnění příslušející rybářské stráži."

## Práva rybářské stráže
Rybářská stráž je v rybářském revíru oprávněna:

### kontrolovat
1. osoby lovící ryby nebo vodní organizmy, zda jsou k tomuto lovu oprávněné a zda provádí lov řádně a způsobem, který umožňuje zákon
2. osobám lovícím ryby nebo vodní organizmy rybářské nářadí, obsah rybářské loďky, nádrže nebo jiného zařízení užitého k uchovávání ryb a rybářské úlovky, z hlediska dodržení rybářského práva
3. osoby lovící pomocí elektrického proudu, zda vlastní povolení příslušného rybářského orgánu k tomuto způsobu lovu, jakož i zda vlastní osvědčení prokazující jejich způsobilost k práci s elektrickým zařízením při lovu ryb a osvědčení dokladující bezpečnou použitelnost elektrického zařízení k lovu ryb
4. užívání jezů, stavidel, zdymadel, výpustí a jiných zařízení z hlediska dodržování právních předpisů a opatření na ochranu výkonu rybářského práva
5. způsob a rozsah užívání vod a jejich kvalitu.

### požadovat
1. od osoby lovící ryby nebo vodní organizmy prokázání její totožnosti, předložení platného rybářského lístku a platné povolenky k lovu
2. od osoby důvodně podezřelé ze spáchání přestupku nebo trestného činu v bezprostřední blízkosti rybářského revíru předložení rybářského lístku, popřípadě povolenky k lovu nebo jiného dokladu opravňujícího osobu k lovu anebo dokladu o nabytí ryby nebo vodního organizmu
3. součinnost, popřípadě pomoc orgánů Policie České republiky, popřípadě obecní policie, nemůže-li zajisti vlastními silami a prostředky výkon funkce rybářské stráže

### zadržet
1. povolenku k lovu osobě, která se dopustila porušení povinnosti stanovené tímto zákonem, a tuto doručit nejpozději do 5 pracovních dnů tomu, kdo povolenku vydal
2. úlovek, rybářské nářadí nebo nástroj osobě, která tím spáchala přestupek nebo trestný čin, nebo z jehož spáchání je důvodně podezřelá

### vstupovat
na pozemky, stavby, jezy rybí přechody a jiná zařízení v souvislosti s výkonem funkce rybářské stráže a to v rozsahu nezbytně nutném, a užívat k tomu v nezbytné míře existující přístupové cesty

### projednat
přestupky podle tohoto zákona příkazem na místě.